# Municipio de May (Nebraska)
El municipio de May (en inglés: May Township) es un municipio ubicado en el condado de Kearney en el estado estadounidense de Nebraska. En el año 2010 tenía una población de 125 habitantes y una densidad poblacional de 1,34 personas por km².

## Geografía
El municipio de May se encuentra ubicado en las coordenadas 40°28′51″N 98°46′52″O / 40.48083, -98.78111. Según la Oficina del Censo de los Estados Unidos, el municipio tiene una superficie total de 93.33 km², de la cual 93,33 km² corresponden a tierra firme y (0 %) 0 km² es agua.

## Demografía
Según el censo de 2010, había 125 personas residiendo en el municipio de May. La densidad de población era de 1,34 hab./km². De los 125 habitantes, el municipio de May estaba compuesto por el 100 % blancos. Del total de la población el 3,2 % eran hispanos o latinos de cualquier raza.